# Kier Group
Kier Group plc er en britisk bygge- og anlægsvirksomhed med hovedkvarter i Manchester. De udvikler, bygger og vedligeholder boliger, infrastruktur og kommercielle bygninger. I 2022 havde virksomheden 10.267 ansatte og en omsætning på 3,257 mia. britiske pund.
Virksomheden blev etableret i 1928 i Stoke-on-Trent af Jorgen Lotz og Olaf Kier, danske ingeniører, under navnet Lotz & Kier. De var oprindeligt specialiseret i betonteknik og udvidede senere til entreprenørforretning og boligbyggeri.